# Березовка (Бірський район)
Бере́зовка (рос. Берёзовка, башк. Березовка) — село (у минулому селище) у складі Бірського району Башкортостану, Росія. Входить до складу Бірської сільської ради.
Населення — 534 особи (2010; 532 у 2002).
Національний склад:
- росіяни — 69 %

У радянські часи село називалось Березовський спиртозавод, пізніше — селище Березовського Спиртзавода.